# Passo da Faucille
O passo da Faucille - Col de la Faucille em francês -  é um colo de montanha rodoviário que culmina a 1 323 m de altitude no maciço do Jura. O nome deriva da sua forma em foice quando visto do lado do país de Gex. Encontra-se no departamento de Ain em  França e liga a cidade de Gex a Morez.
Numa das curvas da subida desde Gex, e a 1040 m de altitude, encontra-se a Fonte de Napoleão assim chamada por ter sido construída na altura em que Napoleão começou a reinar no Primeiro Império em 1805.
O colo da Faucille é bem conhecido dos esquiadores, tanto de esqui alpino como de esqui de fundo da região, pois que o domínio dos Monts Jura se encontra a 15 minutos de Gex e apenas 45 min de Genebra
Devida à sua subida de 11,8 Km com uma inclinação média de 6% é classificado como do nível 3 e já foi utilizado 41 vezes na  Volta à França sendo a última em 2004